# Patrick Söderlund
Patrick Söderlund (* 27. September 1973) ist ein schwedischer Unternehmer, Manager und ehemaliger Automobilrennfahrer.

## Karriere als Unternehmer und Manager
Patrick Söderlund war Geschäftsführer des schwedischen Videospielentwicklungs-Unternehmens DICE bis zu dessen Übernahme durch Electronic Arts (EA) im Oktober 2006.
Bei EA erhielt er verschiedene Führungspositionen. Zunächst als Leiter von EA Games Europe, danach Leiter der gesamten Marke EA Games. Seine letzte Position bei EA bis 2018 war die Leitung der EA Worldwide Studios. Unter seiner Leitung entstanden Videospielreihen wie z. B. Battlefield, Need for Speed und EA Sports.
Im November 2018 gründete er mit einem Team das Unternehmen Embark Studios.

## Karriere als Rennfahrer
Patrick Söderlund stieg spät in den Motorsport ein und fuhr von 2007 bis 2010 im Porsche-Markenpokal Porsche Carrera Cup Skandinavien. Dort erreichte er bereits 2007 in der ersten Saison mit dem vierten Gesamtplatz sein bestes Ergebnis in der Serie.
2010 fuhr er für das Team Need for Speed by Schubert Motorsport in verschiedenen Rennserien. In der ADAC GT Masters 2010 startete er als Gaststarter zusammen mit Edward Sandström in einem BMW Z4 GT3 beim Rennen auf dem Nürburgring.
Im selben Jahr trat er ebenfalls mit Patrick Söderlund in der FIA-GT3-Europameisterschaft 2010 an. Dort wurden beide Sechste in der Gesamtwertung.
Mit Schubert Motorsport ging er auch in zwei Langstreckenrennen an den Start. In der 24H Series fuhr er mit einem Porsche 911 GT3 Cup (Typ 997) ein Rennen in der A6-Wertung. Seinen größten Langstreckenerfolg erreichte er beim 24-Stunden-Rennen auf dem Nürburgring 2010. Dort erzielte er auf einem BMW Z4 GT3 einen zweiten Platz in der SP9 GT3-Wertung bzw. den vierten Rang in der Gesamtwertung.
In der Saison 2012 startete er mit einem Porsche 911 GT3 Cup (Typ 997) in der GTA-Klasse der Swedish GT Series und wurde 14. im Gesamtklassement.
Danach beendete er seine Motorsportkarriere.